# Mike Merrill
Mike Merrill, né le 22 juin 1990 à Détroit (Michigan), est un acteur, producteur et entrepreneur américain. Il est principalement connu pour ses rôles dans les séries All American, The Black Hamptons, À La Carte, BMF ainsi que dans le film STRAW diffusé sur Netflix,.

## Filmographie

### Cinéma
- 2019 : Keys to the City : Kevin Banks[2]
- 2019 : The Baby Proposal : Derrick[2]
- 2020 : False Advertisement : Dylan Foster[2]
- 2024 : Love Offside : Ryan Hunter[2]
- 2025 : STRAW : Detective Grimes[2]

### Téléfilms
- 2022 : A Wesley Christmas : Dennis Dobson[2]
- 2023 : A Wesley Christmas Wedding : Dennis Dobson[2]

### Séries télévisées
- 2018 : The Bobby Brown Story (BET) : Manny[2]
- 2020 : American Soul : Maceo Parker (caméo)[2]
- 2021 : All American (The CW) : Christian Mosley[1],[2]
- 2022 : The Black Hamptons (BET+) : Martin Britton (12 épisodes)[2]
- 2022 : À La Carte (ALLBLK) : Rodney (6 épisodes)[2]
- 2023 : BMF (Starz) : Ty Washington[2]